# Francesco Saverio Fabri
Francesco Saverio Fabri (conosciuto in Portogallo come Francisco Xavier Fabri; Medicina, 11 gennaio 1761 – Lisbona, 23 ottobre 1817) è stato un architetto italiano.

## Biografia

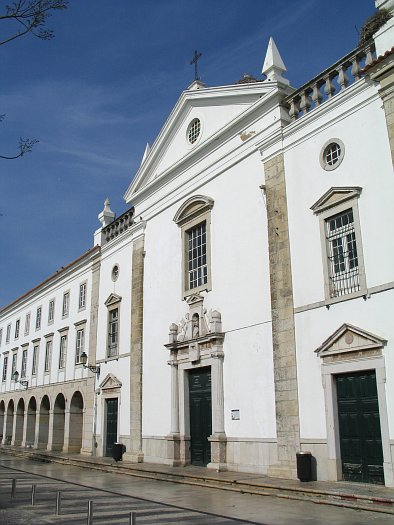
Facciata della chiesa della Misericordia a Faro

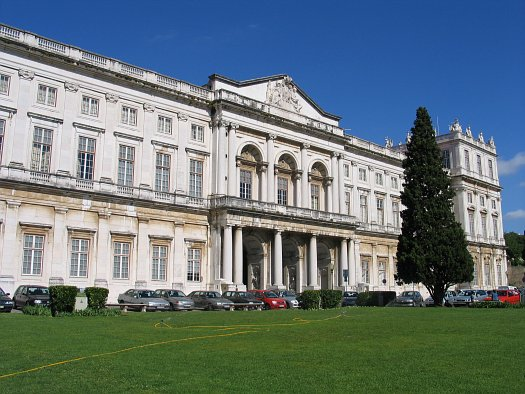
Palazzo nazionale d'Ajuda

Francesco Saverio Fabri studiò presso l'Accademia Clementina di Bologna, tra il 1782 e il 1788, sotto la direzione degli architetti Francesco Tadolini (1723 - 1805), Giuseppe Jarmorini (1732-1816) e Angelo Venturoli (Medicina 1749 - Bologna 1821), ed iniziò la sua attività di architetto a Medicina.
Giunse in Portogallo nel 1790, su invito di Francisco Gomes de Avelar, vescovo di Faro tra il 1789 e il 1816, che aveva incontrato durante un soggiorno a Roma. Nella regione portoghese dell'Algarve, restaurò diverse chiese danneggiate dal terremoto di Lisbona del 1755, come la Chiesa d'Estoi e la cattedrale di Santa Maria a Faro.
Nel 1790,  edificò l'Arco da Vila, l'arco di trionfo della città di Faro e restaurò la chiesa di Tavira.
Nel 1794, si stabilì definitivamente a Lisbona, mentre l'anno successivo venne promosso "architetto dei Lavori Pubblici".
Nel 1795, si occupò dei lavori di ristrutturazione della chiesa della Misericordia a Faro. Contribuì all'edificazione del Seminario diocesano São José dell'Algarve, che accolse i primi seminaristi nel 1797 e lavorò, inoltre, alla cappella di San Luigi a Faro.
Contrariamente a quanto ora vi è scritto, il secondo marchese di Castelo Melhor, Dom António José de Vasconcelos e Sousa (1738-1801), nel 1777 non aveva ancora fatto iniziare la costruzione di Palazzo Foz. Francesco Saverio Fabri iniziò i lavori a partire dal 1792, probabilmente partendo da fondamenta di edifici precedenti. I marchesi di Castelo Melhor hanno iniziato ad abitare il palazzo a partire dal 1806. La facciata è caratterizzata da uno stile neoclassico italiano. Secondo le carte della città di Lisbona, i lavori ebbero praticamente termine nel 1807.
In collaborazione con l'architetto José da Costa e Silva (1747-1819), denunciò lo stile barocco che l'architetto Manuel Caetano de Sousa diede nel 1795 al Palazzo reale d'Ajuda. Questo saggio critico esprime l'opposizione tra alcune correnti estetiche diffuse nel XIX secolo in Portogallo: il barocco e il Rococò realizzato da Manuel Caetano e il Neoclassicismo italiano difeso da Francisco Xavier Fabri e José da Costa e Silva. Da questo confronto tra queste correnti estetiche fu quella neoclassica ad avere la meglio. Furono Fabri e Da Costa, infatti, nel 1802, ad essere designati per assumere la gestione dei lavori al palazzo. A quel punto si sollevò la questione tra i due, per capire se fosse meglio conservare le parti già costruite (come sosteneva da Costa), limitandosi a revisionare l'intero lavoro, oppure se fosse meglio rifare tutto completamente (come sosteneva Fabri). Un compromesso tra le due parti venne trovato quando, nel 1811, José da Costa e Silva partì per il Brasile.. I lavori continuarono lentamente a causa degli avvenimenti politici e, nel 1817, Fabri morì lasciando il palazzo incompleto.
A Lisbona edificò l'ospedale della Marina di Lisbona nel 1797.
Nel 1798 realizzò due esempi rari di architettura funeraria neoclassica: una tomba piramidale per Cristiano Augusto di Waldeck e Pyrmont (1744-1798), figlio del principe di Waldeck, nel Cimitero degli Inglesi, nel Campo di Ourique; il quale era morto di malattia durante un'ambasceria per conto del padre.
A seguito del terremoto del 1755, vennero scoperti i resti di un teatro romano. Luìs Antònio de Azevedo (1755-1818), in uno scritto, attribuì al Fabri alcuni disegni e registrazioni riguardanti questa scoperta, che rappresentò una risorsa importante per la valutazione degli elementi architettonici del teatro romano al momento della sua scoperta.

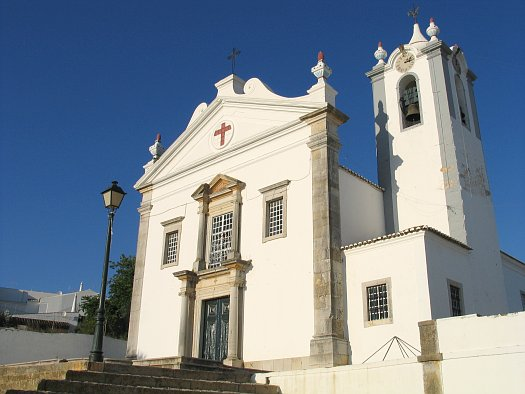
Chiesa d'Estoi
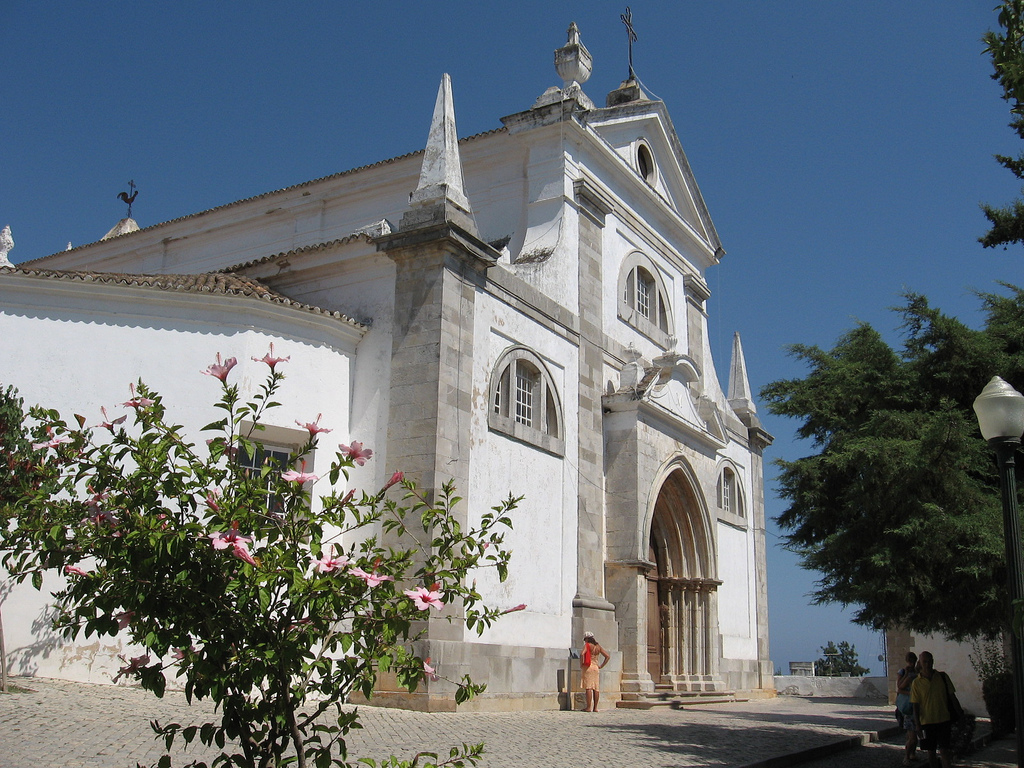
Chiesa di Tavira
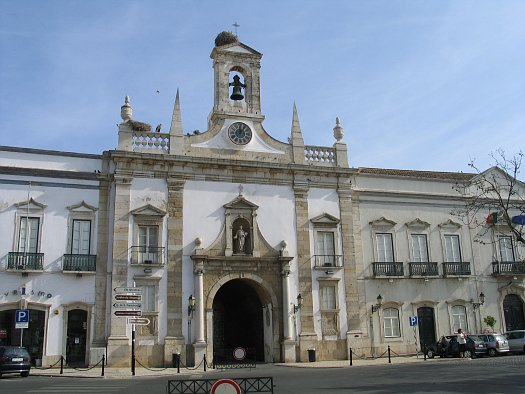
Arco di Trionfo a Faro
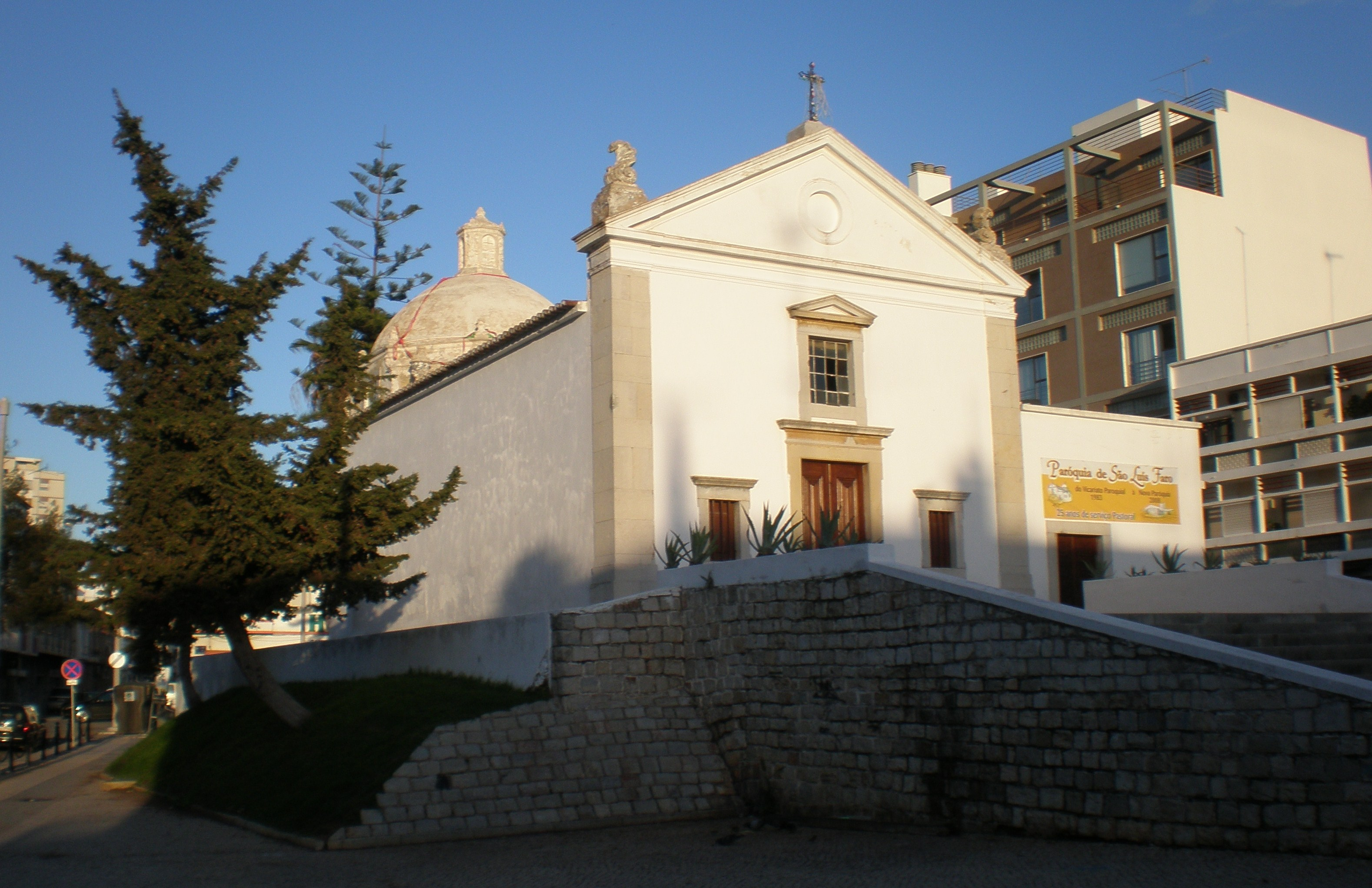
Cappella S. Luis a Faro
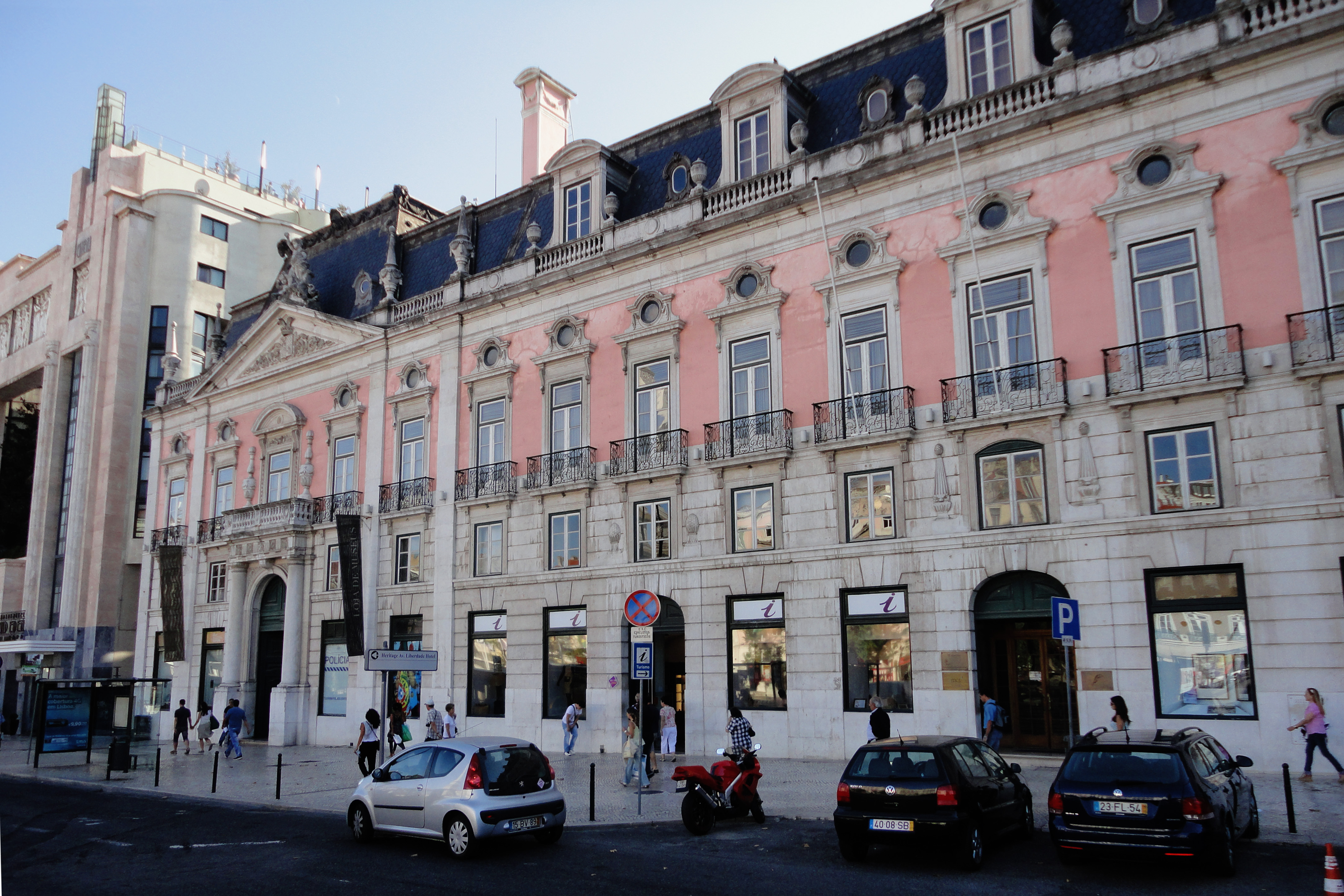
Palazzo Foz a Lisbona

## Onorificenze
Cavaliere dell'Ordine del Cristo del Portogallo